# Музей Енцо Феррарі
Музе́й Е́нцо Ферра́рі (італ. museo Enzo Ferrari), спочатку — Будинок-музей Енцо Феррарі (італ. museo casa Enzo Ferrari), а також відомий під абревіатурою MEF, — музей у Модені (Італія), присвячений життю та творчості Енцо Феррарі, засновника компанії Ferrari та виробника автомобілів під цією ж маркою.

## Історія
Музей було урочисто відкрито 10 березня 2012 року фундацією «Fondazione Casa di Enzo Ferrari-Museo», ініціатором проекту. Вона була заснована у 2003 році муніципалітетом, провінцією та Торговою палатою Модени, Автомобільним клубом Італії та компанією Ferrari з метою створення простору, присвяченого популяризації та відновленню історії автомобілебудування Модени.

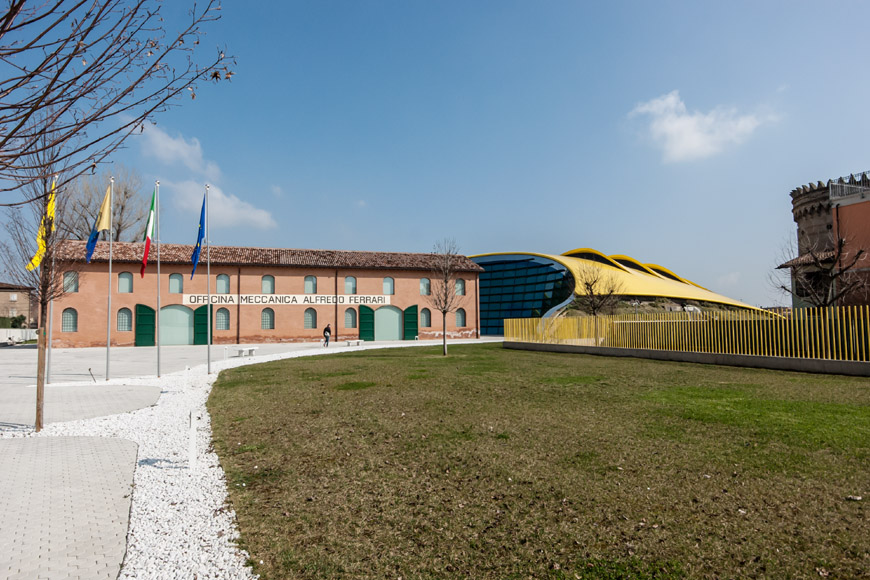
Панорамний вид на будівлю, де народився Енцо Феррарі (ліворуч) і сучасний музей (праворуч)

Проєкт реконструкції був задуманий архітектором Яном Капліцьким (Jan Kaplický,1937-2009), котрий через свою раптову смерть його не завершив. Згодом проєкт продовжив помічник Капліцького — Андреа Морганте, який виконав інтер'єрні роботи.
Реалізація проєкту коштувала близько 18 мільйонів євро. Робота над комплексом загальною площею 5 000 м² почалася у 2009 році і включала, крім спорудження нової будівлі музею, реконструкцію будинку-майстерні, де Енцо Феррарі народився у 1898 році і де працював згодом, з територією внутрішнього двору включно. З них 3 000 м² становлять виставкову зону, конференц-зал, класну кімнату, магазин і кафетерій.
Музей побудований за критеріями екологічної стійкості: він оснащений геотермальною системою опалення та системою рециркуляції води, а величезні передні вікна забезпечують природне освітлення.
Після реорганізації музейних приміщень, що призвела до короткочасного закриття будівлі в період з січня по лютий 2014 року, MEF знову відкрив свої двері 18 лютого 2014 року, перейшовши в той же час під безпосереднє управління компанії Ferrari, яка адміністративно об'єднала його зі своїм історичним музеєм Ferrari в Маранелло.

## Архітектура та музейні простори

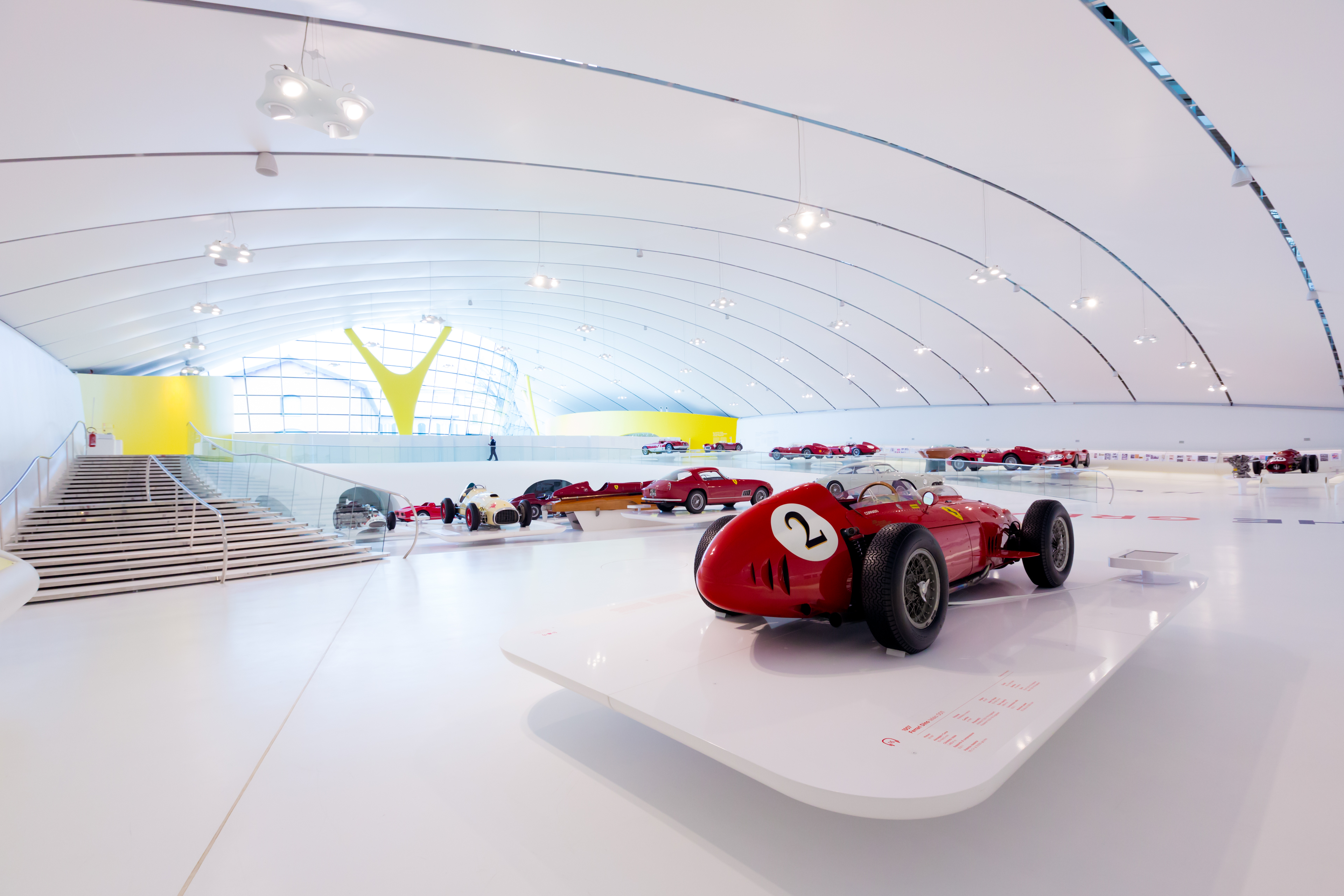
Інтер'єр музею

Будівля, в якій знаходиться музей, побудована у формі капота, має жовтий колір, щоб нагадати про колір, який Енцо Феррарі обрав як фон для знаменитого бренду «Гарцюючого коня»; це фактично інституційний колір міста Модени. Логотип, обраний для ідентифікації музею, є цілісним графічним знаком, який поєднує характерну рису підпису Енцо Феррарі з профілем виставкової галереї.
Внутрішня структура має хвилеподібні та пологі форми. Дисплеї з новинами, пов'язаними з життям і творчістю Енцо Феррарі, виконані м'якими. Особливість внутрішньої структури полягає у використанні білого кольору, який має на меті зробити автомобілі в музеї помітнішими та зробити виставковий простір «нейтральним». Сходи є лише з правого боку музею, а решта споруди є безбар'єрною. Автомобілі розміщуються на рухомих платформах висотою 50 см від підлоги; вони, обертаючись, забезпечують для публіки можливості кращого огляду експонатів.

## Виставки
Крім постійної експозиції, в музеї періодично проходять тимчасові виставки. Серед найважливіших була виставка «Maserati 100 — A Century of Pure Italian Luxury Sports Cars», присвячена сторіччю компанії Maserati з Модени: відкрита у першій половині 2014 року і тривала майже рік, вона стала найважливішою і найповнішою виставкою автомобілів цієї марки, коли-небудь організованою в світі.